# Pocisk agitacyjny

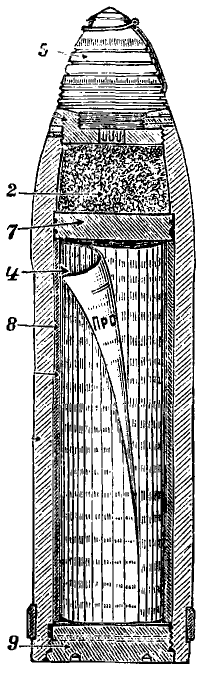
Radziecki pocisk agitacyjny - przekrój. Od góry:
5 - zapalnik
2 - ładunek wyrzucający
4 - ulotki
8 - korpus pocisku

Pocisk agitacyjny – artyleryjski pocisk przeznaczony do przenoszenia i rozrzucania ulotek propagandowych.
Stosowany najczęściej na terenach zajętych przez nieprzyjaciela. Zbudowany jest z korpusu wypełnionego ulotkami, wkręcanego lub wstawianego dna, półcylindrów i wyrzutnika. Ulotki wyrzuca prochowy ładunek wyrzucający, zapalany pod wpływem impulsu z zapalnika czasowego. Wytwarzane ciśnienie podczas palenia się ładunku oddziałuje na wyrzutnik i poprzez półcylindry powoduje wyrzucenie dna i ulotek, które rozsypywane są w promieniu 100 – 1000 m od punktu wybuchu w zależności od prędkości wiatru.
Niemiecki pocisk z II wojny światowej nosi nazwę Weiss-Rot Geschoss.